# Monoteísmo
El monoteísmo es la creencia de la existencia de una deidad o ente supremo. Una definición más estrecha de monoteísmo es la creencia en la existencia de un solo dios que creó el mundo, es omnipotente, omnipresente y omnisciente. El término proviene de dos palabras griegas: μόνος monos que significa ‘solo’, y θέος theos que significa ‘dios’.
Se puede distinguir entre el monoteísmo exclusivo, y tanto el monoteísmo inclusivo como el monoteísmo pluriforme (panenteísta) que, aunque reconoce varios dioses distintos, postula alguna unidad subyacente.
El monoteísmo se distingue del henoteísmo, un sistema religioso en el que el creyente adora a un solo dios sin negar que otros puedan adorar a dioses diferentes con igual validez, y del monolatrismo, el reconocimiento de la existencia de muchos dioses pero con el culto constante a una sola deidad. El término «monolatría» fue quizás utilizado por primera vez por Julius Wellhausen.
La definición más amplia de monoteísmo caracteriza las tradiciones del Babismo, el Bahaísmo, el Caodaísmo, el Cheondogyo, Cristianismo, Deísmo, fe drusa, Eckankar,  Islam, Judaísmo, Mandeísmo, Noajismo, Rastafari, Sijismo, Seichō-no-Ie, Tenrikyō, Yazidismo, Zoroastrismo, así como sectas hindúes como el Shaivismo y el Vaishnavismo. Se encuentran elementos del pensamiento premonoteísta en las primeras religiones como el Atonismo, la religión china antigua y el Yahwismo.

## Etimología
La palabra «monoteísmo» proviene del griego μόνος (monos) que significa ‘solo’ y θεός (theos) que significa ‘dios’. El término inglés fue utilizado por primera vez por Henry More (1614-1687).

## Orígenes
Las afirmaciones cuasi-monoteístas de la existencia de una deidad universal se remontan a la Edad de Bronce tardía, con el Gran Himno a Atón de Akenatón. Una posible inclinación hacia el monoteísmo surgió durante el período védico en la Edad de Hierro del Sur de Asia. El Rigveda exhibe nociones de monismo del Brahman, particularmente en el comparativamente tardío décimo libro, que se data a principios de la Edad de Hierro, por ejemplo en el Nasadiya Sukta.
Desde el siglo VI a. C., el Zoroastrianos ha creído en la supremacía de un Dios por encima de todos: Ahura Mazda como el «hacedor de todo» y el primer ser antes de todos los demás. Sin embargo, el zoroastrismo no era estrictamente monoteísta, ya que veneraba a otros yazatas junto a Ahura Mazda. La antigua teología hindú, por su parte, era monista, pero no era estrictamente monoteísta en el culto porque seguía manteniendo la existencia de muchos dioses, que eran imaginados como aspectos de un Dios supremo, Brahman.
Tales (seguido por otros monistas, como Anaximandro, Anaximenes, Heráclito, Parménides) propuso que la naturaleza puede explicarse por referencia a un único principio unitario que lo impregna todo. Numerosos filósofos griegos antiguos, entre ellos Jenófanes de Colofón y Antístenes creían en un monismo politeísta similar que guardaba algunas similitudes con el monoteísmo. La primera referencia conocida a un Dios unitario es el Demiurgo de Platón (Artesano divino), seguido por el Aristóteles de primer motor inmóvil; ambos influirían profundamente en la teología judía y cristiana. El judaísmo postexílico fue la primera religión en concebir la noción de un Dios monoteísta personal dentro de un contexto monista. El concepto de monoteísmo ético, que sostiene que la moral proviene solo de Dios y que sus leyes son inmutables, se produjo por primera vez en el judaísmo, pero ahora es un principio básico de la mayoría de las religiones monoteístas modernas, incluyendo el zoroastrismo, el cristianismo, el islam, el sijismo y la fe baháʼí.
Según la tradición judía, cristiana e islámica, el monoteísmo fue la religión original de la humanidad; esta religión original se denomina a veces «la religión adámica» o, en términos de Andrew Lang, la «urreligión». Los estudiosos de la religión abandonaron en gran medida este punto de vista en el siglo XIX a favor de una progresión evolutiva desde el animismo pasando por el politeísmo hasta el monoteísmo, pero en 1974 esta teoría estaba menos extendida, y un punto de vista modificado similar al de Lang se hizo más prominente. El antropólogo austriaco Wilhelm Schmidt había postulado un Urmonotheismus, «original» o «monoteísmo primitivo» en la década de 1910. Se objetó que el judaísmo, el cristianismo y el islamismo habían crecido en oposición al politeísmo como el monoteísmo filosófico griego. Más recientemente, Karen Armstrong y otros autores han vuelto a la idea de una progresión evolutiva que comienza con el animismo, que se desarrolló en el politeísmo, que se desarrolló en el henoteísmo, que se desarrolló en la monolatría, que se desarrolló en el verdadero monoteísmo.

## Concepto
Las religiones monoteístas son, en orden claramente estimado de seguidores, el cristianismo, islam, sijismo, judaísmo, noajismo, bahaísmo y zoroastrismo. En Occidente, el monoteísmo suele estar dominado por el concepto de Dios de las religiones abrahámicas y el concepto neoplatónico de Dios expresado por el Pseudo Dionisio Areopagita. 

### En el cristianismo
En el cristianismo existe una notable polémica debido a que el concepto de la Trinidad es siempre considerado por otros monoteístas, en general, como un politeísmo encubierto, algo que los trinitarios niegan.
Según algunos, en el Nuevo Testamento se declara explícitamente el monoteísmo.
En el evangelio de Marcos se recoge como el propio Jesucristo discute con uno de los escribas:

Acercándose uno de los escribas, que los había oído disputar, y sabía que les había respondido bien, le preguntó: ¿Cuál mandamiento es el primero de todos? Jesús contestó: El primero es: Oye, oh Israel, el Señor nuestro Dios uno es.
Marcos 12:28,29

En el evangelio de Juan, también se recoge lo siguiente: «Y esta es la vida eterna: que te conozcan a ti, el único Dios verdadero, y a Jesucristo, a quien has enviado» (Juan 17:3). La expresión «que te conozcan» es un sustantivo presente activo; no solo se refiere a un conocimiento cognitivo acerca de Dios, sino que es usado en el sentido semítico de relación personal. Al señalarlo como «el único Dios verdadero» se explica que solamente hay un único Dios, y Jesús en su condición humana tenía que manifestarlo de esa manera. En su humanidad no dio arrebato a ser igual a Dios (Filipenses 2:6-7). Pero la vislumbre de su deidad la da en los versículos siguientes: «Ahora pues, Padre, glorifícame tú al lado tuyo, con aquella gloria que tuve contigo antes que el mundo fuese» (Juan 17:5).
Por su parte, Pablo de Tarso escribe:

...para nosotros, sin embargo, sólo hay un Dios, el Padre, del cual proceden todas las cosas, y nosotros somos para él; y un Señor, Jesucristo, por medio del cual son todas las cosas, y nosotros por medio de él.
Primera epístola a los corintios 8:6

Dentro de los que se denominan cristianos, existen puntos de vista divergentes en cuanto a la naturaleza de la Deidad, que se han hecho presentes durante la historia. Sin embargo, existen tres principales corrientes de interpretación: el trinitarismo, la unicidad de Dios y el unitarismo. Los creyentes de la unicidad de Dios, al igual que los creyentes del unitarismo, consideran que el trinitarismo debilita el monoteísmo estricto enseñado por la Biblia e insisten en que la Deidad no puede dividirse en personas y que Dios es absolutamente uno. El Creador no tuvo principio, en tanto que su Hijo Jesucristo, fue engendrado y «el principio de la creación por Dios», - Traducción del Nuevo Mundo de los Testigos de Jehová 1:15.  prototokos (πρωτότοκος, G4416), primer nacido (de protos, primero, y tikto, engendrar). Se utiliza de Cristo como primogénito de la virgen María (Luc. 2:7; en su relación con el Padre, se usa para expresar su prioridad sobre, y preeminencia por encima de, la creación, no en el sentido de ser el primero en nacer. (Vine_ES NT++)
El Corán menciona explícitamente la oposición a la trinidad cristiana en la aleya 171 de la Sura 4 al dirigirse a la gente de la Escritura, los cristianos, para que no digan «Tres», pues el islam establece que Dios es solo un Dios Uno.

### En el islam
El monoteísmo (árabeتوحيد; Tawhid) en el Islam consiste, además de creer en un solo Dios, en adorarlo únicamente a Él. Para los musulmanes, los actos de adoración son todas aquellas palabras o acciones que complacen a Dios interna o externamente.

No hay más Dios que Alá, y Mahoma es su profeta

Entre los actos de adoración internos, está la sinceridad, esperanza, anhelo, temor, miedo, amor, confianza, ayuno, búsqueda de refugio, de protección, etc. Los externos son la oración, la peregrinación, el ayuno, la limosna y la profesión de fe.
Por lo tanto, para los musulmanes, el que una persona solamente crea en Dios no lo hace ser monoteísta, sino que tiene que adorarlo únicamente a Él. Es por esto que los musulmanes para estudiar el monoteísmo lo hacen desde dos perspectivas:
Actos de Dios
1. Que la persona que cree no será castigada eternamente
Actos de la persona.
2. Que la persona solamente suplique a Alá sin intermediarios, ore, rece, sacrifique, se postre o incline únicamente a Él. Por esto, es que en el islam está prohibido pedirles a los Profetas aun así sin adorarles, ángeles, usar talismanes, jurar por otro que no sea Dios, etc.
Para los musulmanes, todos los Profetas eran portadores de este mensaje y Mahoma fue su sello.

### En el judaísmo
El rasgo principal de la fe judía es la creencia en un único Dios soberano absoluto, justo, omnisciente, omnipotente, amoroso y providente, que habría creado el Universo y elegido al pueblo judío para revelarle los preceptos contenidos en los Diez Mandamientos y las prescripciones rituales de los libros tercero y cuarto de la Torá. Consecuentemente, las normas derivadas de tales textos y de la tradición oral constituyen la guía de vida de los judíos, aunque la observancia de las mismas varía entre los diferentes grupos de practicantes.
Para el judaísmo el profeta Moisés (hebreo: מֹשֶׁה) es el mayor, principal e insuperable profeta de todos los tiempos.
Una de las características del judaísmo, que lo diferencia de las otras religiones monoteístas, radica en que se considera no solo como una religión, sino también como una tradición y una cultura. Las otras religiones trascienden varias naciones y culturas, mientras que el judaísmo se considera la religión y la cultura concebida para un pueblo específico. El judaísmo no requiere a los no judíos unirse al pueblo judío ni adoptar su religión, aunque los conversos son reconocidos como judíos en todo el sentido de la palabra.
Asimismo el judío ha sido comisionado por sus escrituras para ser «una luz para las naciones» y propagar el monoteísmo ético por todo el Mundo. La religión, la cultura y el pueblo judío pueden considerarse conceptos separados, pero están estrechamente interrelacionados. La tradición y la cultura judía son muy diversas y heterogéneas, ya que se desarrollaron de modos distintos en diferentes comunidades, y cada comunidad local incorporó elementos culturales de los distintos países en los que vivieron los judíos a partir de la diáspora judía.
Ciertos textos judíos son considerados canónicos:
- El Tanaj, aquella parte de la Biblia llamada Antiguo Testamento por los cristianos. Se compone de 24 libros:
  - La Torá (literalmente ‘doctrina’), llamada Pentateuco por los cristianos (los cinco primeros libros de la Santa Biblia), es considerada de origen divino, y es denominada por la tradición judía como la «Torá escrita» (Torá shebijtav - תורה שבכתב).
  - Los Neviim o Libros de los Profetas.
  - Los Ketuvim (literalmente ‘escritos’).
- La Mishná, es una recolección de las tradiciones orales judías, es así mismo una exégesis de la Torá, ambas Torás, tanto la escrita como la oral, fueron entregadas según la creencia judía directamente al profeta Moisés por Dios en el Monte Sinaí, ambas fueron transmitidas oralmente de generación en generación, y fueron compiladas al cabo de varios siglos por el Rabino Yehudá Hanasí, el Príncipe, en la Mishná durante el siglo II de la Era Cristiana.
- El Talmud, formado por un voluminoso corpus doctrinal de interpretaciones y comentarios atribuidos a los sabios Amoraim, estudiosos que vivieron en el siglo IV. Comúnmente, como parte del Talmud se entiende también los comentarios posteriores cuyo origen se remonta a la Edad Media, entre los que destacan los comentarios del Rabino Shelomó Yitzjaki (Llamado Rashi, por sus iniciales en hebreo).

En la Edad Media surgen dos obras consideradas el centro de la literatura rabínica:
- El Shulján Aruj, una compilación y codificación de toda la Halajá por temas, obra del Rabino Yosef Karo de Safed en el siglo XVI, cuya ortodoxia es aceptada prácticamente por la totalidad de los judíos.
- El Mishné Torá de Maimónides, llamado en hebreo Moshé Ben Maimón (o incluso Rambam, por sus iniciales). Los judíos yemenitas prefieren seguir las enseñanzas religiosas de este libro antes que los preceptos del Shulján Aruj.

Cabe destacar también la importancia del libro fundamental de la Cábala judía:
- El Zóhar, un libro místico que presuntamente fue escrito por el Rabino Shimon Bar Yojai (o Rashbi, por sus iniciales en hebreo).

La plegaria más solemne de la religión judía, que plasma la esencia misma de la creencia monoteísta, aparece en el quinto y último libro de la Santa Torá: «Oye, Israel, el Señor es nuestro Dios, el Señor es Uno» (שְׁמַע יִשְׂרָאֵל, ה' אֱלֹהֵינוּ, ה' אֶחָד; Shemá Israel, Adonai Eloheinu, Adonai Ejad Deuteronomio 6:4). Los creyentes la recitan dos veces por día, en las oraciones matutinas (שַׂחֲרִית, Shajarit) y por la noche (עַרְבִית, Arvit).

### En el noajismo
En el noajismo, uno de sus siete preceptos es la creencia en un solo Dios, compartiendo la creencia en el mismo Dios en el que creen los judíos, por lo que comparten los mismos principios del monoteísmo judío. El movimiento noájida, es considerado por el judaísmo ortodoxo y ultraortodoxto, como una creencia o camino religioso paralelo al judaísmo para los gentiles.

Un camino es tuyo. El otro es mio. Tu viajas por el tuyo, yo viajo por el mio
y en esto será encontrada la verdadera unidad: el Unico Dios es encontrado a lo largo de ambas rutas porque el Unico Dios proveyó ambas
El Camino del Gentíl Justo

La esencia de las Siete Leyes de Noé es la prohibición en contra de la idolatría. Coniserandose que, aquel que reverencia a una deidad, distinta al Creador, niega el fundamento de las Siete Leyes. Por otro lado, quien se guarda a sí mismo de la idolatría, demuestra creer en Dios y afirma la completitud de las leyes noajidas.
El precepto que prohíbe la idolatriá enseña que no se debe servir a cosa creada alguna, a ningún ángel, a ninguna planta, a ninguna estrella, a ninguno de los cuatro elementos (tierra, agua, fuego, aire) ni a ninguna cosa formada por ellos. Es adoración idolátrica incluso cuando el individuo conoce que Dios es el Ser Supremo y reverencia a la creación «solo» como una forma de glorificar tanto la grandeza de Dios como Su capacidad para crear cosas y seres notables.
Conforme a las opiniones de diferentes autoridades rabínicas, según la halajá, a los noájidas no se les prohíbe adoptar un concepto henoteista, es decir, el reconocimiento de la existencia del Dios de Israel al mismo tiempo que se cree en la existencia de una deidad con voluntad independiente del Creador. En tanto que el atribuirle poderes a esta deidad (distinta al Creador) permanezca conceptual, pero la veneración de este «ser independiente» es considerado idolatría.

### En el zoroastrismo
El monoteísmo en el Zoroastrismo consiste en creer en un solo Dios; adorarlo únicamente a Él. Para los zoroastrianos o mazdeistas son los actos los que harán progresar al humano, todas aquellas acciones de progreso, evolución, perfección y felicidad que acercan Ahura Mazda. Ahura Mazda es el creador increado, omnisciente, abstracto y trascendente, sin imagen concreta, por lo cual no es representable. Ahura Mazda es el comienzo y el fin, el creador de todo, el que no puede ser visto, el Eterno, el Puro y la única Verdad.
Ahura Mazda es el Intelecto Supremo, el creador del universo y el Señor de la Vida y la Sabiduría, así como Ferdowsi, el gran Poeta Épico Persa describió a Ahura Mazda con las mismas palabras en el Sáname -el Libro de los Reyes. Él es el único Dios, supremo y único. Él no tiene atributos físicos pero es un amigo genuino, un compañero permanente de hombres y mujeres en su larga vida de lucha contra el mal.
Los Gathas dicen que el bien y el mal son dos fuerzas opuestas en el mundo y son el producto de la mente. Los Buenos Pensamientos o Spenta Mainyu están opuestos a los Malos Pensamientos o Angra Mainyu (Ahriman). Esta es la descripción filosófica de los procesos del pensamiento del hombre. No tiene nada que ver con el dualismo de creer en dos Dioses en el Zoroastrianismo. Ahriman no es una suprema entidad que compite contra Ahura Mazda. Ahura Mazda es el supremo creador monoteísta del universo. (Los Gathas 30-3,4,5).
Cuando Te percibí. Oh Mazda, como el Primero y el Último. Como el más Adorable,
como el Padre del Buen Pensamiento, como creador de la Verdad y de lo Justo, como el Señor Juez de nuestros actos en la vida, entonces hice un lugar para Ti en mis propios ojos. (Yasna,31-8).
Así anuncio al Más Grande de todos, elaboró mis cantos de alabanza a Él a través de la Verdad, que ayuda y beneficia a todos los seres vivientes. Permitan que Ahura Mazda los oiga con Su Espíritu Sagrado, ya que la Buena Mente me instruyo como adorarlo, Su Sabiduría me enseñará lo que es mejor. (Yasna 45-6).